# Lou Ottens
Lodewijk Frederik Ottens (Rijswijk, 21 giugno 1926 – Eersel, 6 marzo 2021) è stato un ingegnere olandese, universalmente noto per l'invenzione della musicassetta.

## Biografia
Entrato in Philips nel 1952, dove trascorse tutta la sua carriera professionale, fu direttore del gruppo di lavoro che negli anni '60 sviluppò la creazione, nello stabilimento Philips di Hasselt, dapprima del registratore portatile e successivamente della musicassetta, che venne presentata per la prima volta nel 1963 alla fiera IFA di Berlino. In seguito divenne direttore dello stabilimento di Hasselt e poi direttore della divisione audio di Philips, dando il suo contributo nella realizzazione del compact disc.